# Макаров Іван Кузьмич
Іван Кузьмич Макаров (рос. Иван Кузьмич Макаров) — російський живописець-портретист, академік Імператорської Академії мистецтв. 

## Біографія
Народився 23 березня 1822 року в Арзамасі, у сім'ї художника Кузьми Олександровича Макарова, учня і помічника Олександра Васильовича Ступіна, керівника місцевої художньо-іконописної школи.
Закінчивши курс повітового училища в Саранську, він вивчав мистецтво під керівництвом батька, і незабаром став батьківським помічником у роботах з церковного живопису.
Малюнки, ескізи та етюди, надіслані молодим Іваном Макаровим до Імператорської академії мистецтв разом з роботами інших учнів Саранської школи, звернули на нього особливу увагу академічної Ради, яка нагородила його за них званням некласного (вільного) художника.
У 1844 році Іван Кузьмич переїхав до Санкт-Петербурга і став відвідувати класи Академії мистецтв. Займаючись протягом двох років під керівництвом професора А. Т. Маркова, Іван Кузьмич Макаров у кінці академічного курсу обрав для себе спеціальністю портретний живопис, який швидко приніс йому популярність у Петербурзі.
Користувався заступництвом великої княгині Марії Миколаївни, давав уроки малювання її дітям. 1853 року художник поїха до Європи, відвідав Берлін, Дрезден, Мюнхен, Венецію, Болонью і більше як півтора року провів у Римі.
Після повернення в Санкт-Петербург удостоєний звання академіка (1855).
Художник належав до числа прихильників академізму в живописі, його картини відрізнялися деяким нальотом «салонності», прагненням до зовнішньої ефектності. Численні портрети, що вийшли з-під пензля Івана Макарова, відзначені стриманим, приємним колоритом ніжних рожевих, сріблястих, голубуватих, світло-сірих півтонів. Жіночі і дитячі портрети відрізняються витонченістю і граціозністю. Художник часто вписував композицію в круглу або овальну форму картини.
Крім портретів, Іван Кузьмич Макаров написав чимало ікон для церков і картин на релігійну тематику. Брав участь у розписі Храму Христа Спасителя в Москві.
1859 року написав портрет відомої революціонерки Софії Перовської та її сестри Марії – праправнучок гетьмана Кирила Розумовського. 
Помер 9 квітня 1897 року в Санкт-Петербурзі.
Твори Макарова знаходяться в багатьох музейних та приватних збірках, у тому числі в Третьяковській галереї, Російському музеї, Науково-дослідному музеї Російської Академії мистецтв, Мордовському республіканському музеї образотворчих мистецтв ім. С. Д. Ерзя в Саранську, Пензенської обласної картинної галереї імені К. А. Савицького, Новосибірському державному художньому музеї, Омському обласному музеї образотворчих мистецтв імені М. О. Врубеля та інших місцях.

## Галерея

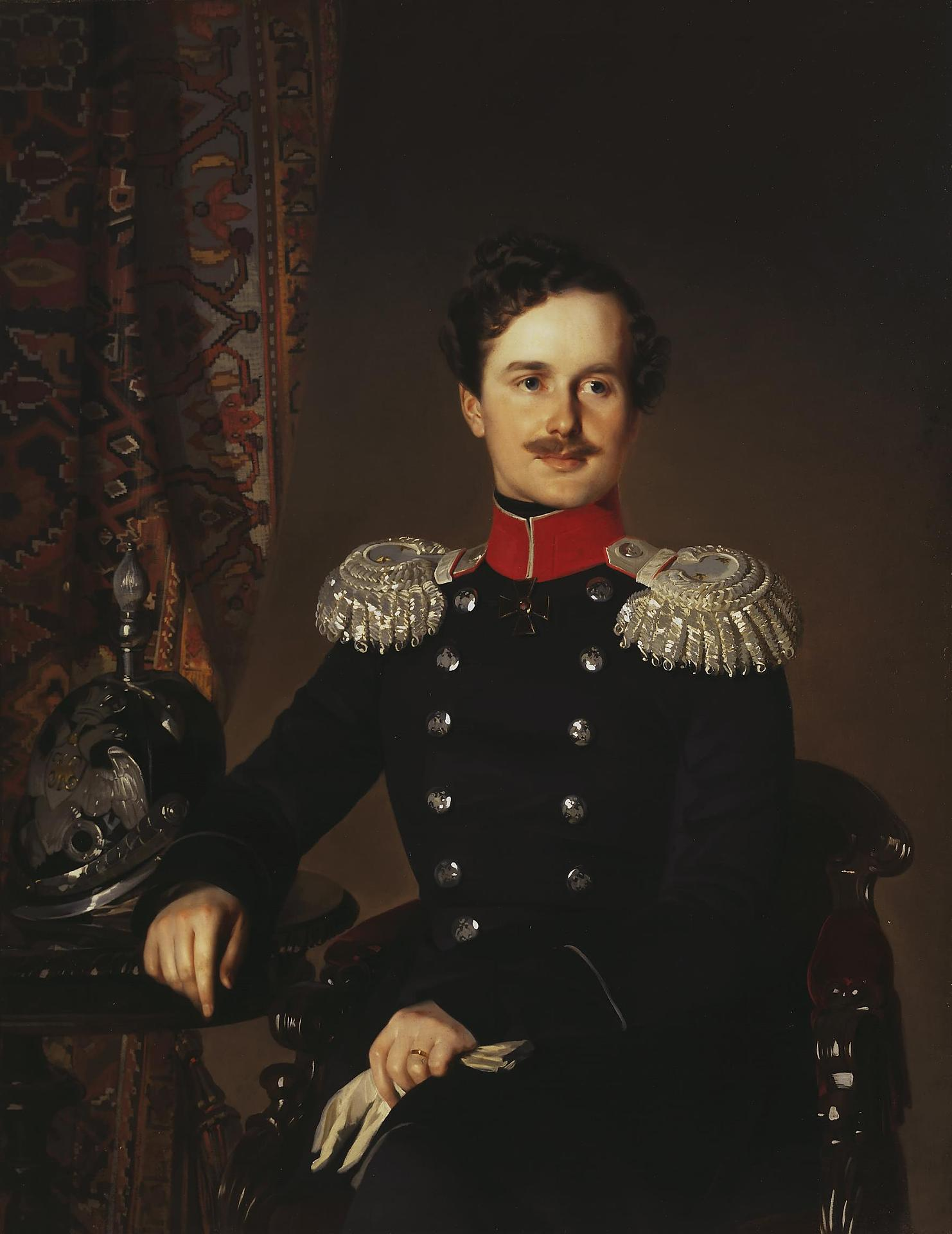
Портрет князя Володимира Долгорукова, між 1848 і 1850.
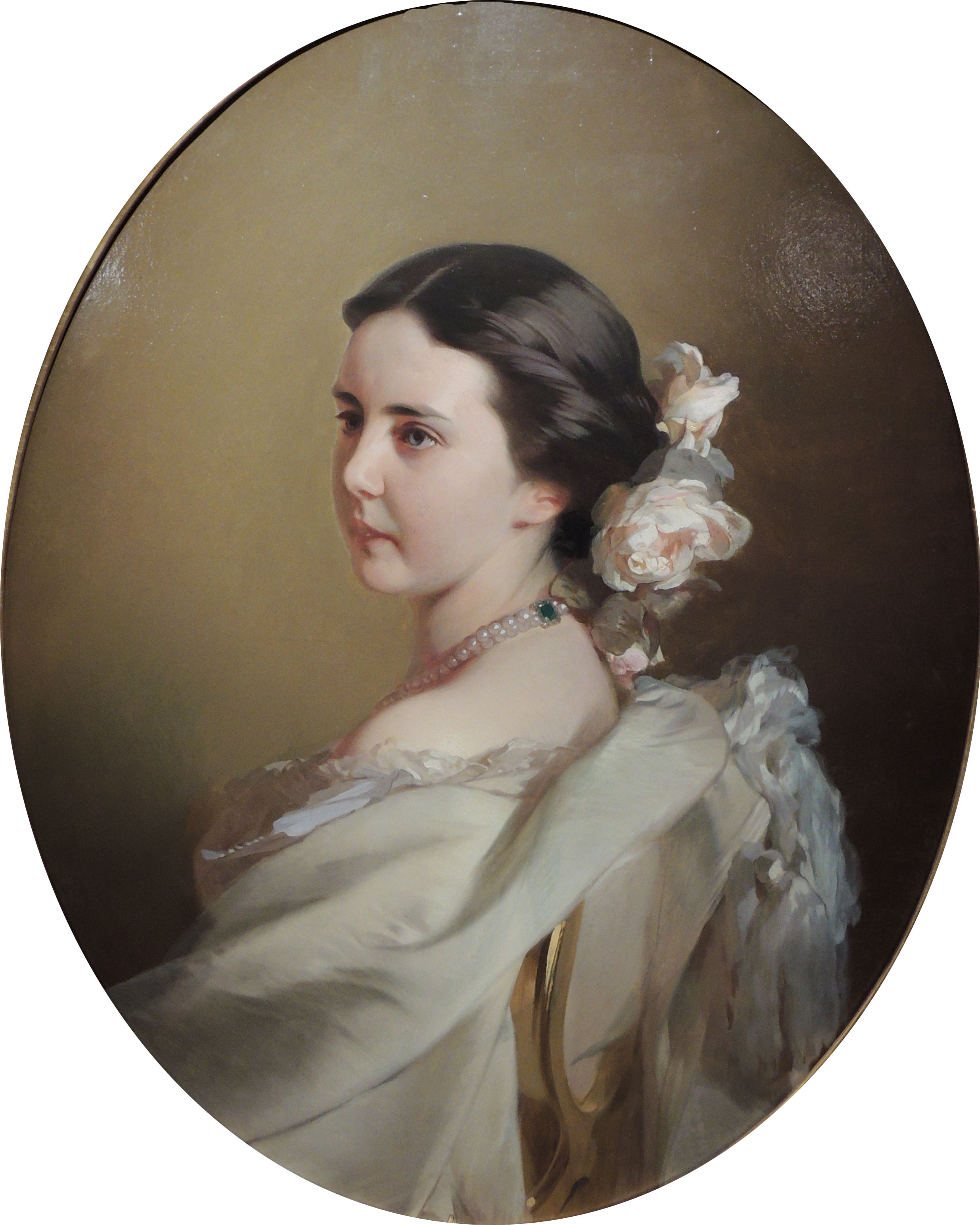
Портрет Є. Ф. Тютчевої, 1850-ті.
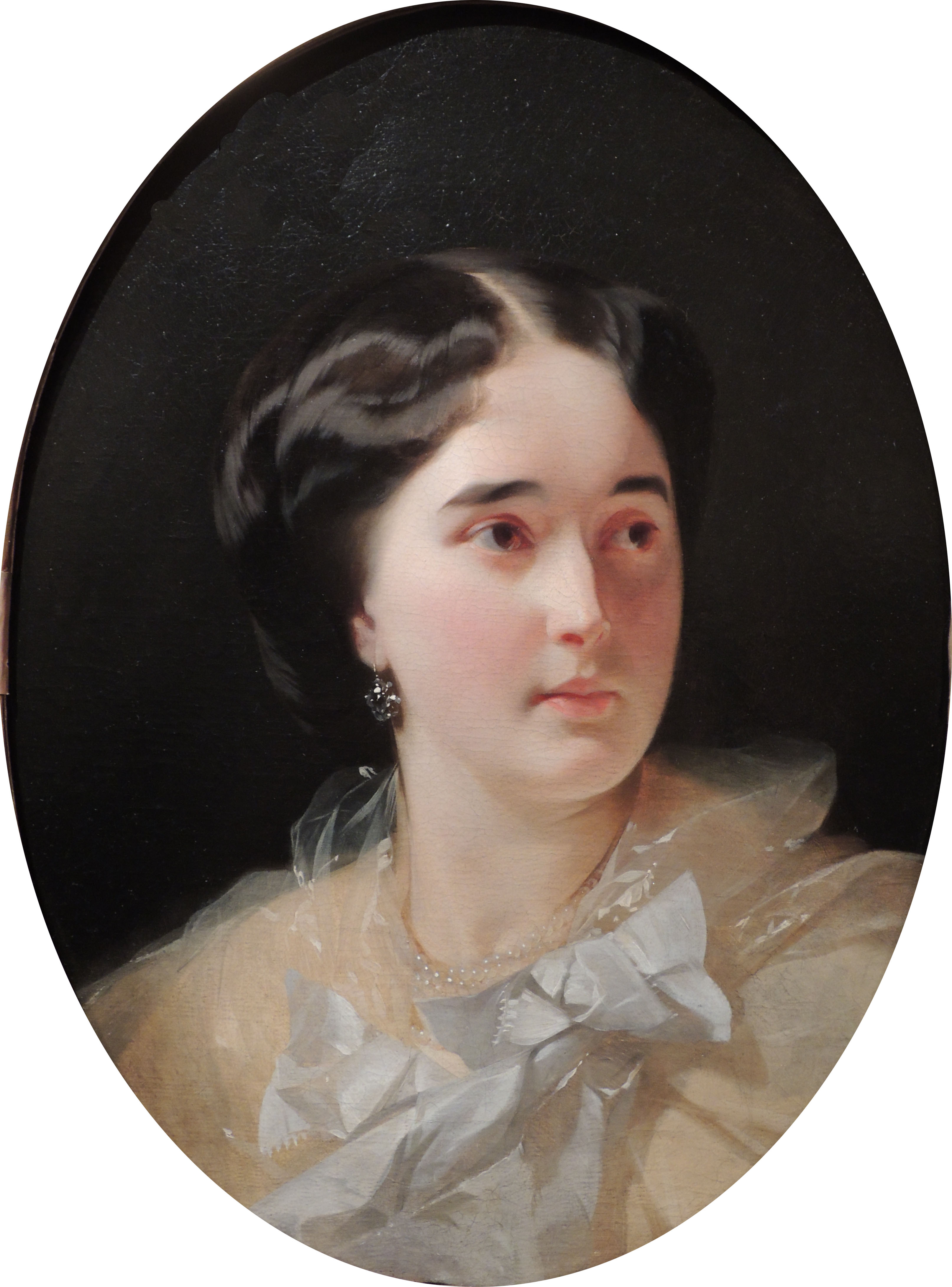
Портрет Д. В. Олсуф'євої, 1856
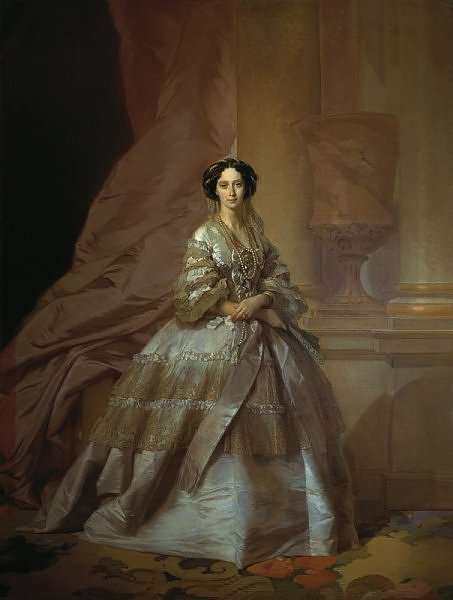
Портрет імператриці Марії Олександрівни, 1866
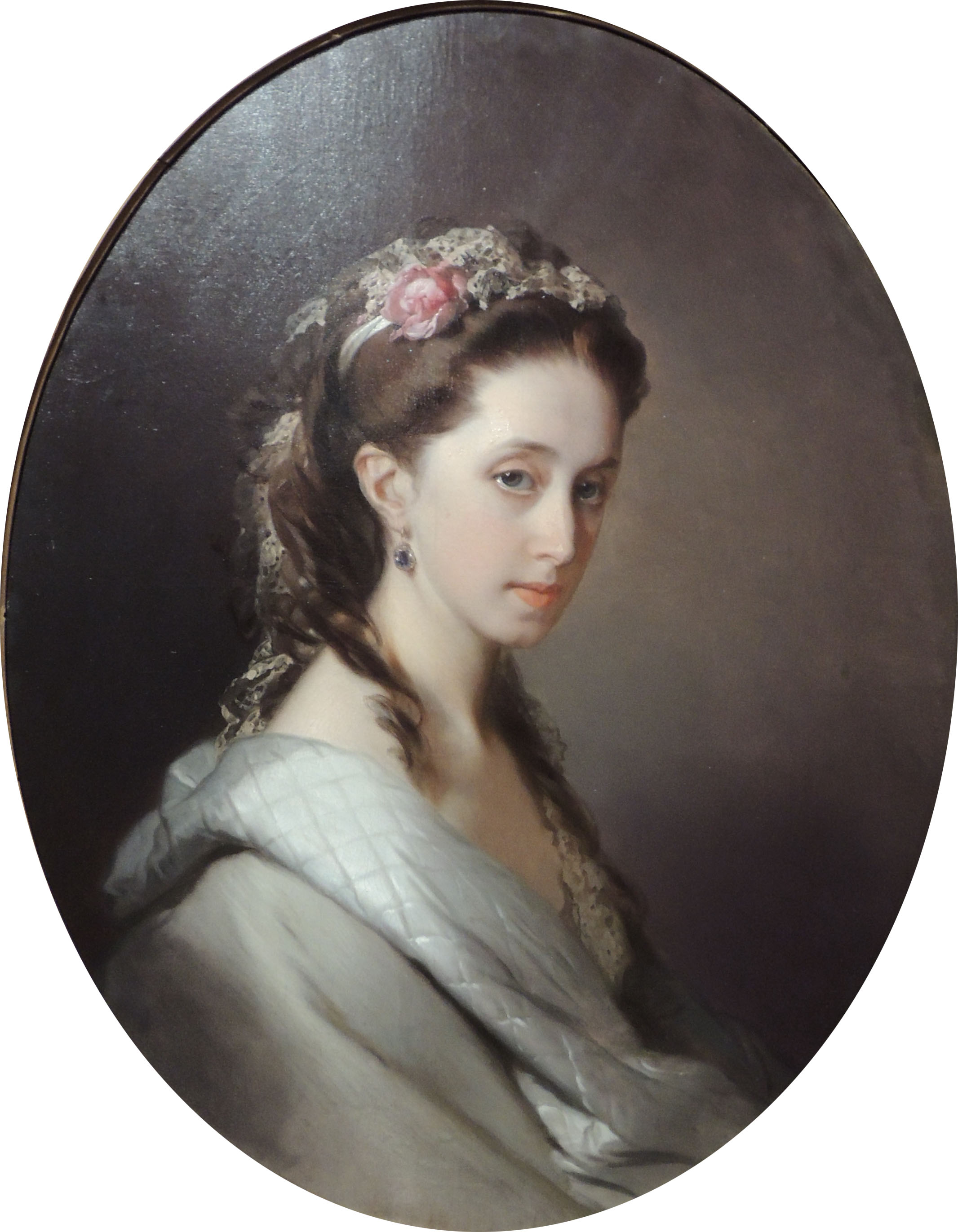
Портрет Е. А. Трегубової, 1869.
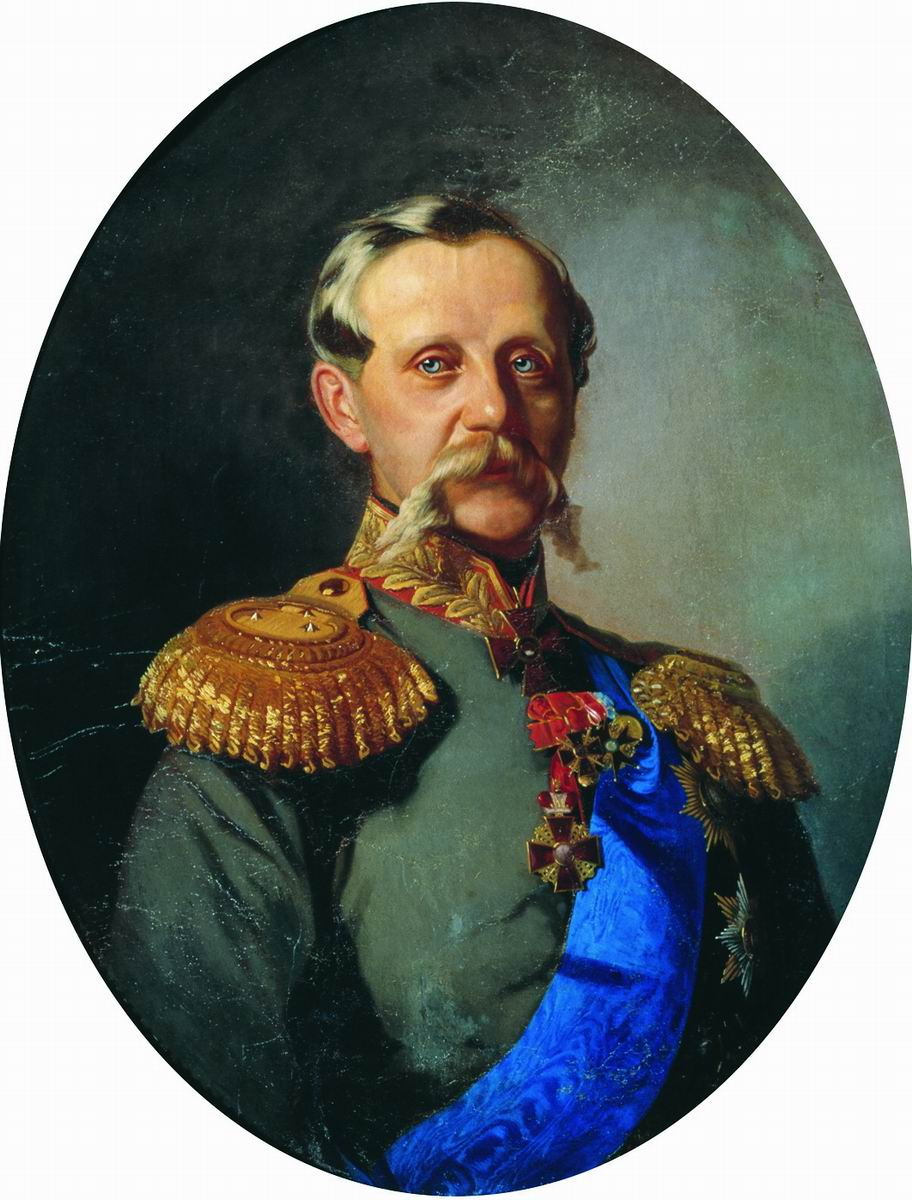
Портрет генерала Є. П. Самсонова, 1869.
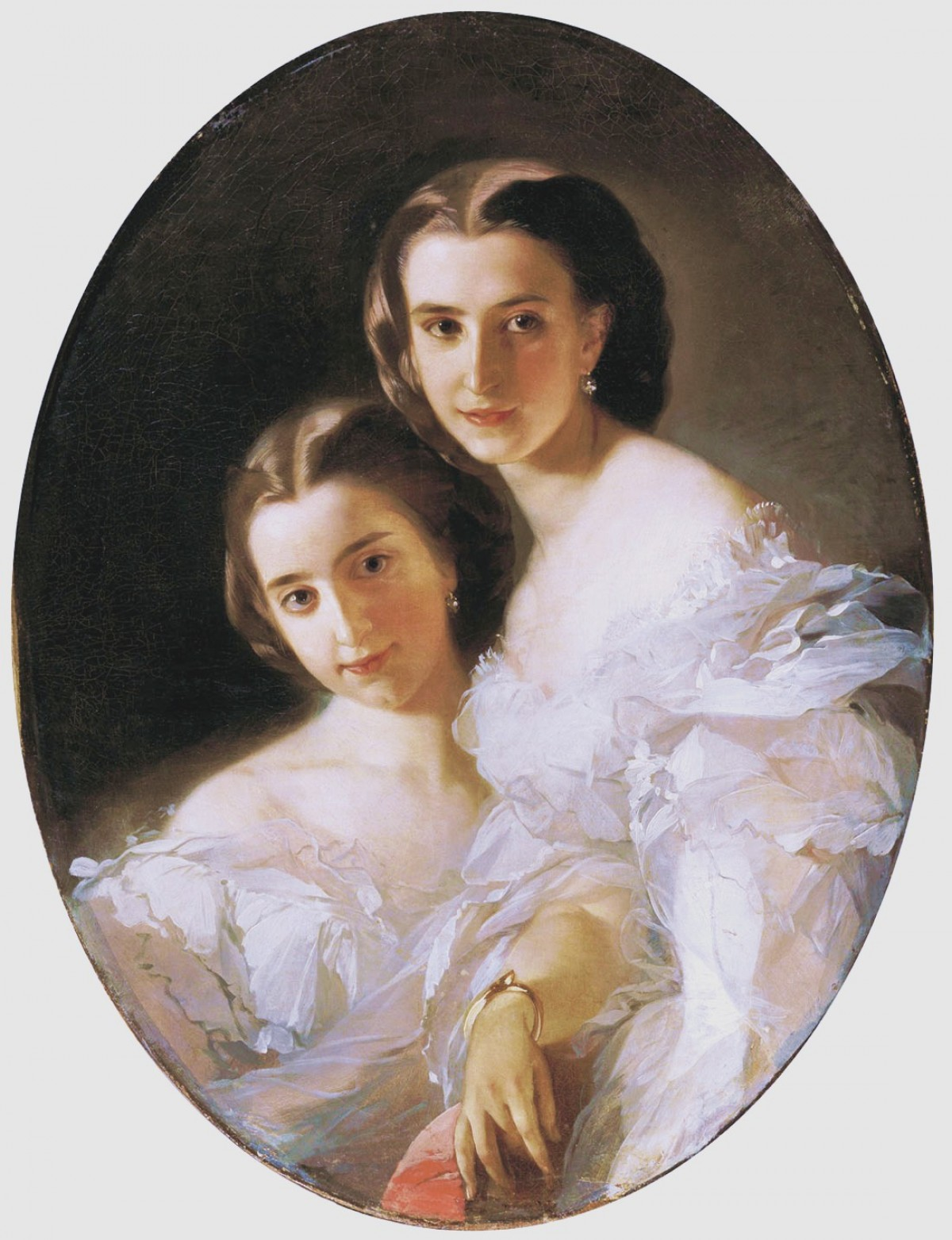
Портрет Ольги та Варвари Аропових, 2-а пол. XIX ст.
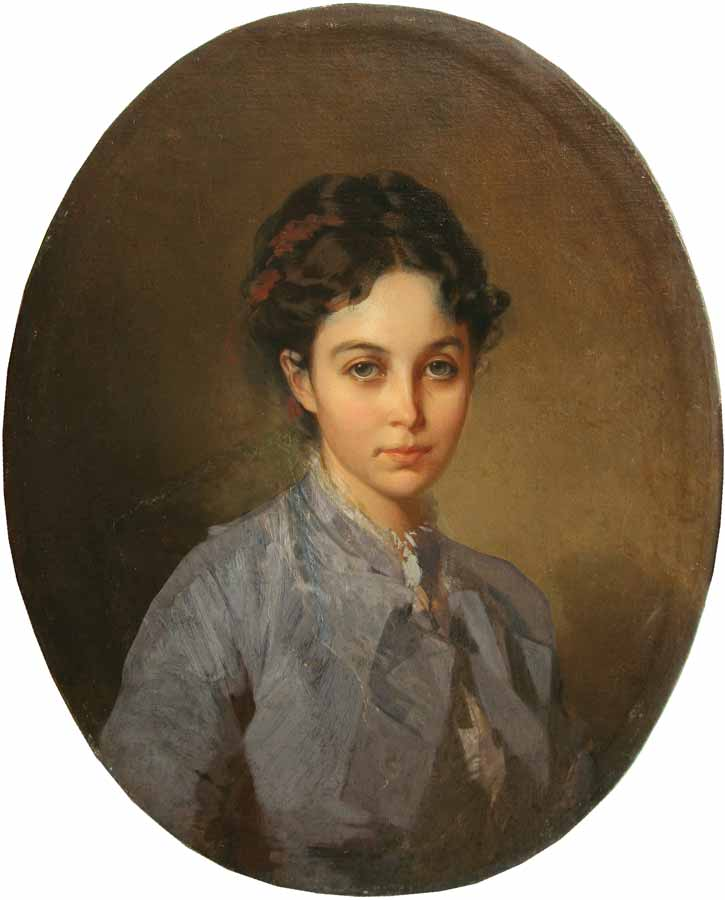
Портрет Вішнякової, початок 1880-х.
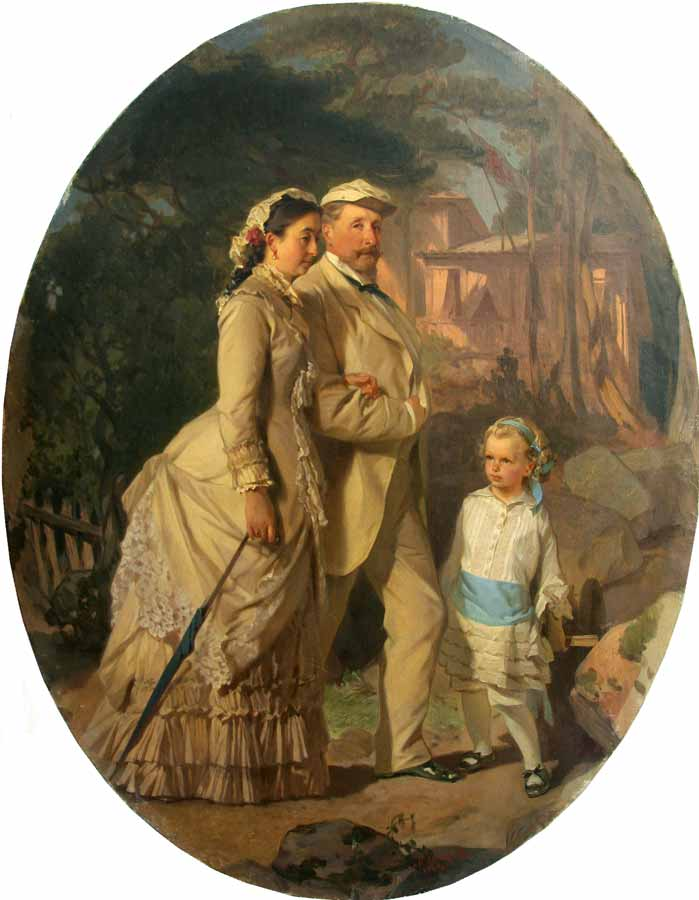
Портрет сім'ї Черемісінових, 1882.
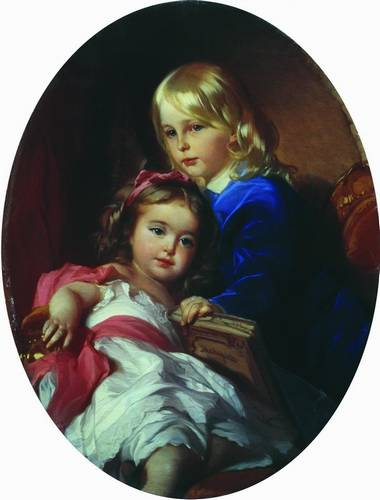
Діти художника, 1885.
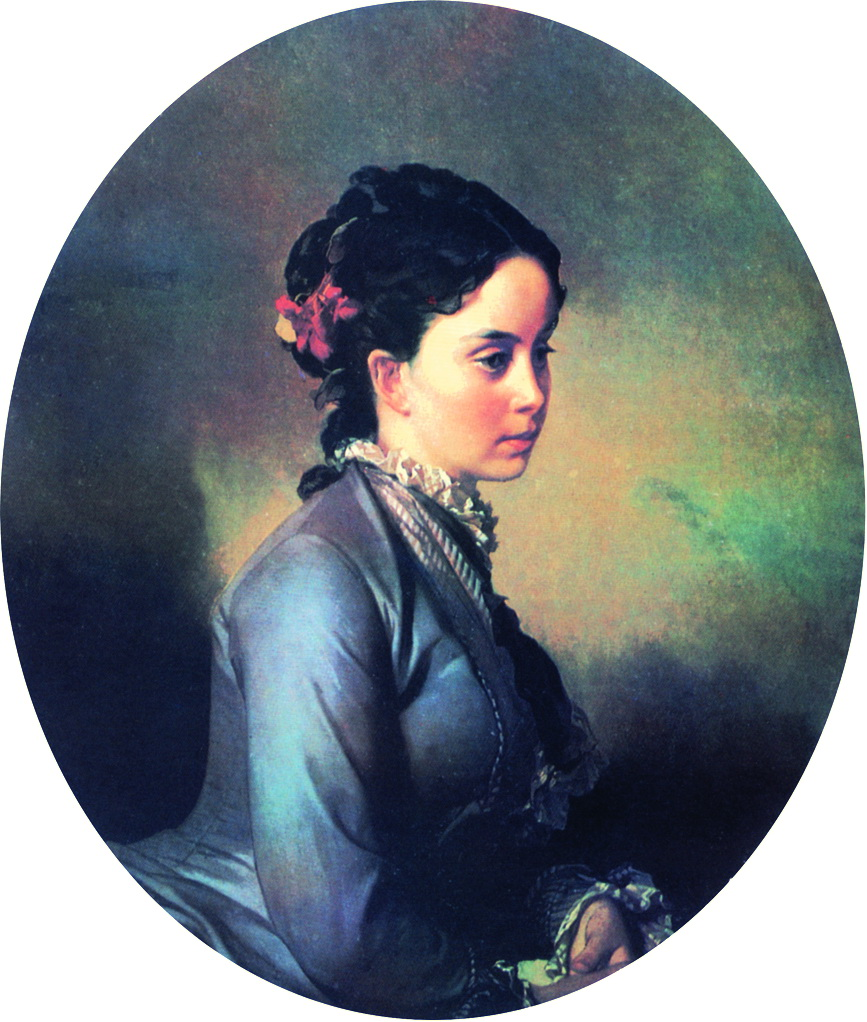
Жіночий портрет, XIX ст.
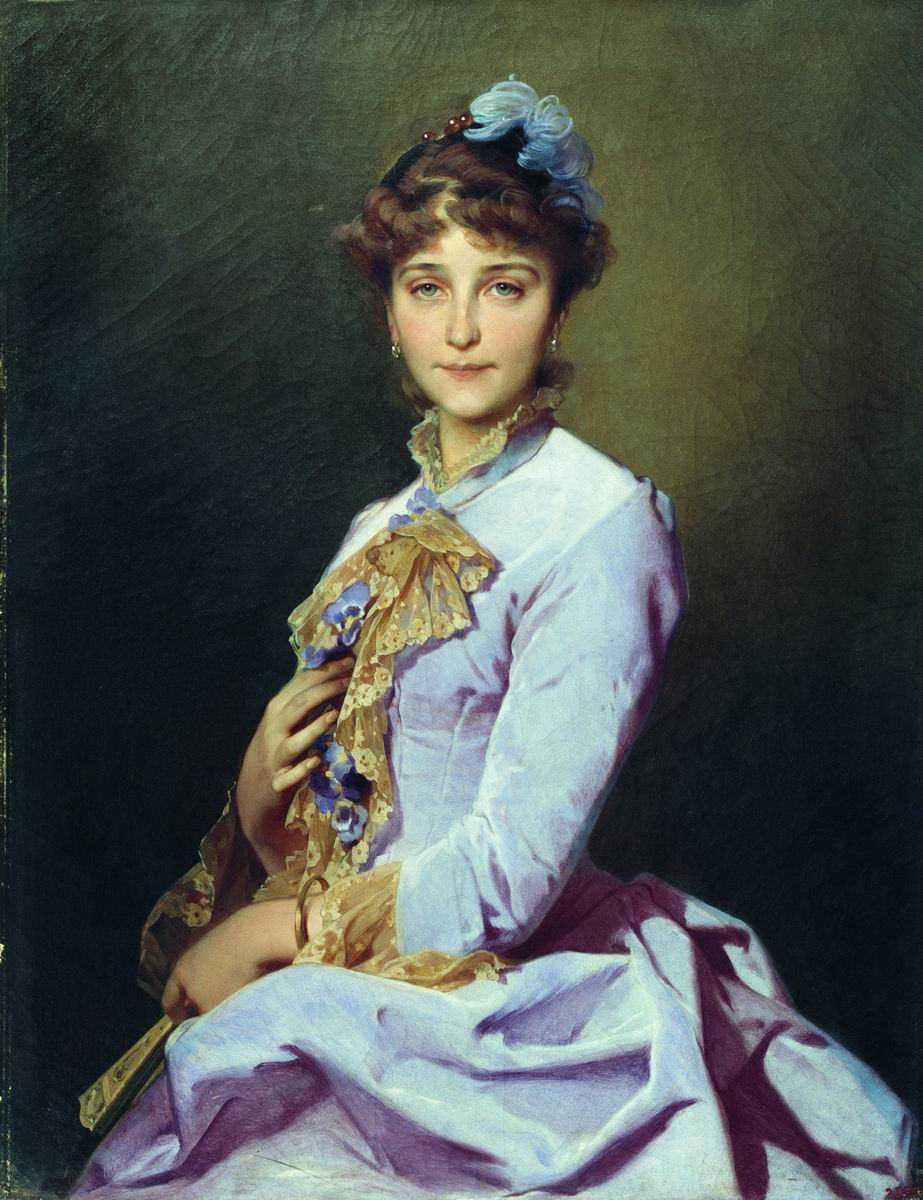
Жіночий портрет, XIX ст.
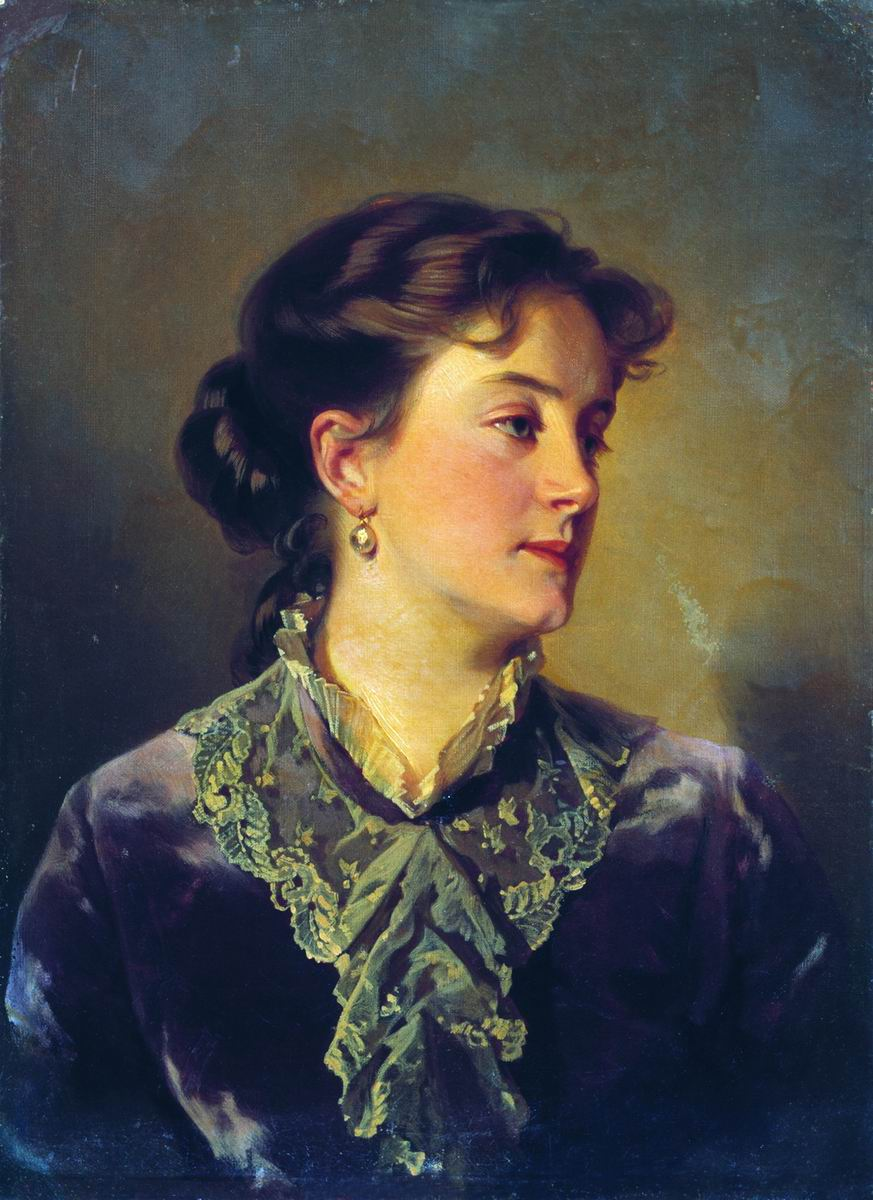
Жіночий портрет, XIX ст.
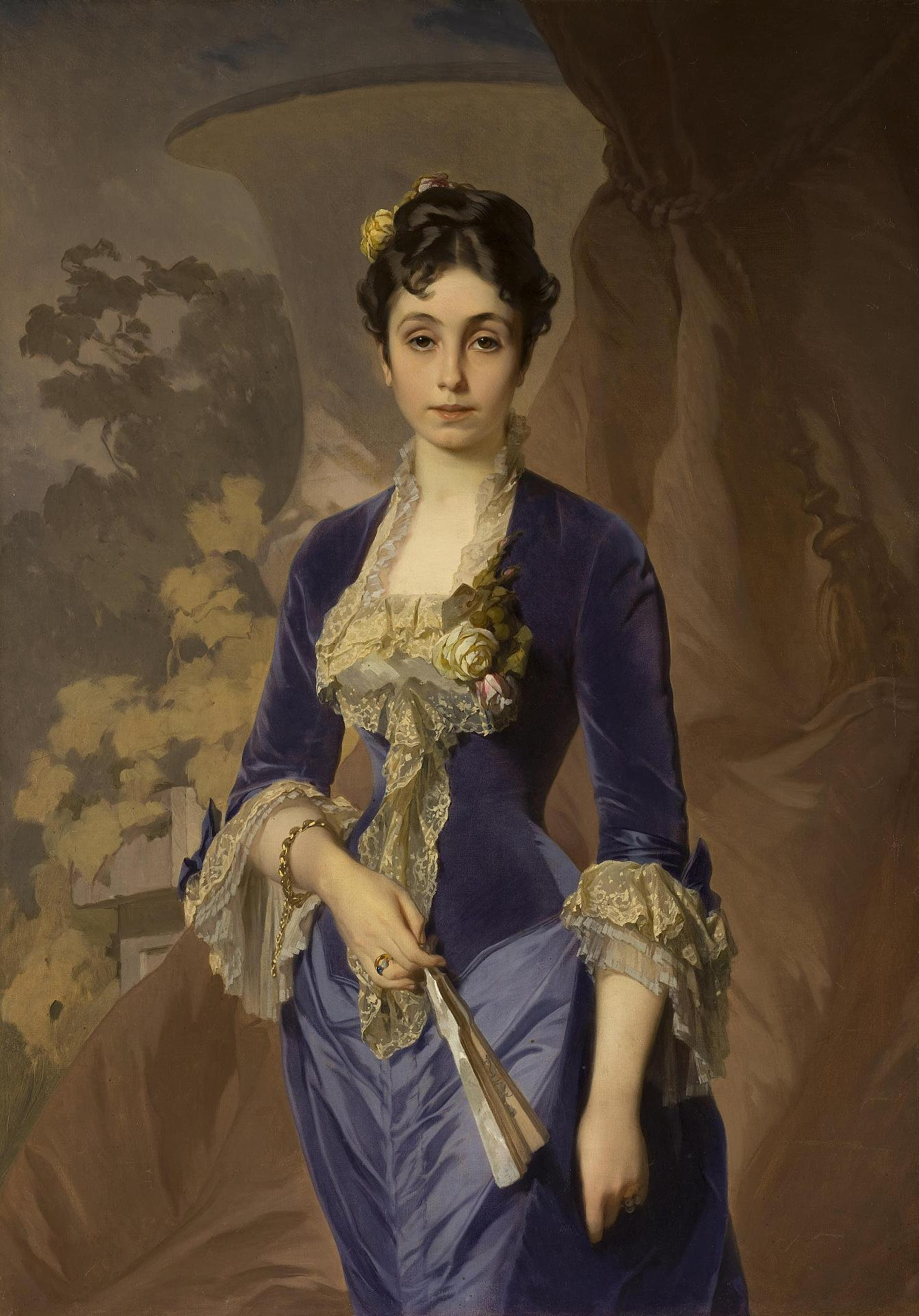
Портрет Марії Григорівни Раєвської, 1870-1880-ті.